# Mesopolobus semiclavatus
Mesopolobus semiclavatus är en stekelart som först beskrevs av Julius Theodor Christian Ratzeburg 1848.  Mesopolobus semiclavatus ingår i släktet Mesopolobus och familjen puppglanssteklar. Arten är reproducerande i Sverige. Inga underarter finns listade i Catalogue of Life.